# Currie Cup First Division 2019
La Currie Cup First Division 2019 fue la vigésima edición de la segunda categoría del campeonato nacional de rugby de Sudáfrica, organizado la Unión Sudafricana de Rugby (SARU). En la competencia participan ocho equipos, siete de ellos sudafricanos y uno argentino, Jaguares XV, segundo equipo de la franquicia Jaguares. Al comenzar la competencia, las reglas establecían que el ganador tendría el derecho de disputar un partido para ascender a la categoría máxima, denominada Premier Division, contra el equipo que finalizara último en la misma, pero poco antes de finalizar la Saru cambió las reglas y suspendió el partido por el ascenso. La temporada regular del torneo se inició el 6 de julio y finalizó el 31 de agosto, después de siete semanas, en las que todos jugaron contra todos, para dar paso a las semifinales y la final por el campeonato. El torneo fue ganado invicto por el equipo argentino Jaguares XV.

## Reglas
En la temporada 2019 fueron registrados ocho equipos, siete de ellos sudafricanos y uno argentino, pero todos con base en diferentes regiones de Sudáfrica, con excepción de Jaguares y Leopards, que comparten la localía en la ciudad de Potchefstroom. 
La primera etapa fue diseñada para que todos compitan con todos, durante siete semanas consecutivas. Durante la misma se aplican las reglas de la World Rugby, que otorgan cuatro puntos al ganador, dos puntos a cada uno en caso de empate y cero punto al perdedor. Adicionalmente, se reconocen dos puntos bonus: uno para el equipo que logre anotar tres tries o más en el partido (punto bonus ofensivo) y otro para el equipo que pierda por menos de 8 puntos (punto bonus defensivo). En caso de empate en puntos, la colocación en la tabla se define por diferencia de puntos.
Al finalizar la etapa regular, los primeros cuatro equipos clasifican para disputar semifinales (primero contra cuarto y segundo contra tercero) y final.

## Equipos
Los ocho equipos registrados en la temporada 2019 son:
| Equipos de la First Division de la Currie Cup (temporada 2019) |           |                |                        |                    |
| Equipo                                                         | País      | Ciudad base    | Área de influencia     | Área de influencia |
| Equipo                                                         | País      | Ciudad base    | Distrito               | Provincia          |
| -------------------------------------------------------------- | --------- | -------------- | ---------------------- | ------------------ |
| Boland Cavaliers                                               | Sudáfrica | Wellington     | Cape Winelands         | Cabo Occidental    |
| Border Bulldogs                                                | Sudáfrica | East London    | Border                 | Cabo Oriental      |
| Eastern Province Elephants                                     | Sudáfrica | Port Elizabeth | Distritos occidentales | Cabo Oriental      |
| Falcons                                                        | Sudáfrica | Kempton Park   |                        | Gauteng            |
| Griffons                                                       | Sudáfrica | Welkom         | Distritos orientales   | Estado Libre       |
| Jaguares XV                                                    | Argentina | Potchefstroom  | Argentina              | Argentina          |
| Leopards                                                       | Sudáfrica | Potchefstroom  |                        | Del Noroeste       |
| SWD Eagles                                                     | Sudáfrica | George         | Distritos del sur      | Cabo Occidental    |

## Tabla de posiciones
Actualizada al domingo 18 de agosto (7 semana incluida). Tabla final de la etapa regular.
| Pos. | Equipo                     | Encuentros | Encuentros | Encuentros | Encuentros | Tantos | Tantos | Tantos | Tantos | Tantos | PB | PB | Puntos |
| Pos. | Equipo                     | PJ         | PG         | PE         | PP         | F      | C      | Dif    | Tf     | Tc     | BO | BD | Puntos |
| ---- | -------------------------- | ---------- | ---------- | ---------- | ---------- | ------ | ------ | ------ | ------ | ------ | -- | -- | ------ |
| 1    | Jaguares XV                | 7          | 7          | 0          | 0          | 483    | 119    | +364   | 71     | 17     | 7  | 0  | 35     |
| 2    | Griffons                   | 7          | 3          | 3          | 1          | 245    | 199    | +46    | 34     | 28     | 5  | 1  | 24     |
| 3    | Eastern Province Elephants | 7          | 4          | 0          | 3          | 171    | 177    | −6     | 26     | 22     | 2  | 2  | 20     |
| 4    | Falcons                    | 7          | 3          | 2          | 2          | 176    | 251    | −75    | 26     | 37     | 4  | 0  | 20     |
| 5    | Leopards                   | 7          | 3          | 0          | 4          | 149    | 204    | −55    | 23     | 28     | 3  | 1  | 16     |
| 6    | Boland Cavaliers           | 7          | 2          | 1          | 4          | 179    | 200    | −21    | 25     | 30     | 3  | 1  | 14     |
| 7    | SWD Eagles                 | 7          | 1          | 2          | 4          | 160    | 260    | −100   | 19     | 39     | 4  | 2  | 14     |
| 8    | Border Bulldogs            | 7          | 1          | 0          | 6          | 138    | 291    | −153   | 21     | 44     | 2  | 0  | 6      |

## Partidos de la fase regular
| La hora está expresada uniformemente según la hora local en Sudáfrica UTC+2. Para poder establecer el horario en cada lugar se debe recurrir al huso horario en que esté ubicado, sumándole o restándole según corresponda. |

| Semana 1         | Semana 1 | Semana 1  | Semana 1 | Semana 1                   | Semana 1                              | Semana 1   | Semana 1 |
| Local            | PB       | Resultado | PB       | Visitante                  | Estadio                               | Fecha      | Hora     |
| ---------------- | -------- | --------- | -------- | -------------------------- | ------------------------------------- | ---------- | -------- |
| Boland Cavaliers | BO       | 31-20     |          | Border Bulldogs            | King Edward Stadium (Montagu)         | 6 de julio | 14.30    |
| Leopards         |          | 15-12     | BD       | Eastern Province Elephants | Olën Park, (Potchefstroom)            | 6 de julio | 15:00    |
| Griffons         | BD&O     | 43-50     | BO       | Jaguares XV                | HT Pelatona Projects Stadium (Welkom) | 6 de julio | 15:00    |
| Falcons          | BO       | 33-33     | BO       | SWD Eagles                 | Bosman Stadium, (Brakpan)             | 6 de julio | 15:30    |

| Semana 2                   | Semana 2 | Semana 2  | Semana 2 | Semana 2         | Semana 2                                    | Semana 2    | Semana 2 |
| Local                      | PB       | Resultado | PB       | Visitante        | Estadio                                     | Fecha       | Hora     |
| -------------------------- | -------- | --------- | -------- | ---------------- | ------------------------------------------- | ----------- | -------- |
| SWD Eagles                 | BO       | 38-18     |          | Leopards         | Outeniqua Park, (George)                    | 12 de julio | 19:00    |
| Border Bulldogs            |          | 19-36     | BO       | Falcons          | Police Park, (East London)                  | 13 de julio | 13:30    |
| Jaguares XV                | BO       | 54-17     |          | Boland Cavaliers | Fanie du Toit Sport Ground, (Potchefstroom) | 13 de julio | 14:00    |
| Eastern Province Elephants | BD       | 19-23     |          | Griffons         | Wolfson Stadium, (KwaZakele)                | 13 de julio | 15:00    |

| Semana 3         | Semana 3 | Semana 3  | Semana 3 | Semana 3                  | Semana 3                                    | Semana 3    | Semana 3            |
| Local            | PB       | Resultado | PB       | Visitante                 | Estadio                                     | Fecha       | Hora                |
| ---------------- | -------- | --------- | -------- | ------------------------- | ------------------------------------------- | ----------- | ------------------- |
| Leopards         | BD       | 7 - 12    |          | Falcons                   | Fanie du Toit Sport Ground, (Potchefstroom) | 20 de julio | Entre 14:30 y 15:30 |
| Griffons         | BO       | 36 - 36   | BO       | SWD Eagles                | HT Pelatona Projects Stadium, (Welkom)      | 20 de julio | Entre 14:30 y 15:30 |
| Boland Cavaliers | BD&O     | 38 - 39   | BO       | Eastern Province Elephant | Boland Stadium, (Wellington)                | 20 de julio | Entre 14:30 y 15:30 |
| Border Bulldogs  |          | 12 - 78   | BO       | Jaguares XV               | Buffalo City Stadium (East London)          | 20 de julio | Entre 14:30 y 15:30 |

| Semana 4                   | Semana 4 | Semana 4  | Semana 4 | Semana 4         | Semana 4                                  | Semana 4    | Semana 4            |
| Local                      | PB       | Resultado | PB       | Visitante        | Estadio                                   | Fecha       | Hora                |
| -------------------------- | -------- | --------- | -------- | ---------------- | ----------------------------------------- | ----------- | ------------------- |
| SWD Eagles                 |          | 3 - 32    | BO       | Boland Cavaliers | Outeniqua Park, (George)                  | 27 de julio | Entre 14:30 y 15:30 |
| Falcons                    | BO       | 31 - 31   | BO       | Griffons         | Bosman Stadium (Brakpan)                  | 27 de julio | Entre 14:30 y 15:30 |
| Leopards                   | BO       | 38 - 29   | BO       | Border Bulldogs  | Fanie du Toit Sport Ground, Potchefstroom | 27 de julio | Entre 14:30 y 15:30 |
| Eastern Province Elephants |          | 15 - 54   | BO       | Jaguares XV      |                                           | 27 de julio | Entre 14:30 y 15:30 |

| Semana 5         | Semana 5 | Semana 5  | Semana 5 | Semana 5                   | Semana 5                             | Semana 5    | Semana 5            |
| Local            | PB       | Resultado | PB       | Visitante                  | Estadio                              | Fecha       | Hora                |
| ---------------- | -------- | --------- | -------- | -------------------------- | ------------------------------------ | ----------- | ------------------- |
| Griffons         | BO       | 47 - 28   | BO       | Leopards                   | HT Pelatona Projects Stadium, Welkom | 3 de agosto | Entre 14:30 y 15:30 |
| Boland Cavaliers | BO       | 17 - 31   | BO       | Falcons                    | Boland Stadium, Wellington           | 3 de agosto | Entre 14:30 y 15:30 |
| Jaguares XV      | BO       | 83 - 3    |          | SWD Eagles                 |                                      | 3 de agosto | Entre 14:30 y 15:30 |
| Border Bulldogs  |          | 12 - 37   | BO       | Eastern Province Elephants | Buffalo City Stadium, East London    | 3 de agosto | Entre 14:30 y 15:30 |

| Semana 6   | Semana 6 | Semana 6  | Semana 6 | Semana 6                   | Semana 6                                  | Semana 6     | Semana 6            |
| Local      | PB       | Resultado | PB       | Visitante                  | Estadio                                   | Fecha        | Hora                |
| ---------- | -------- | --------- | -------- | -------------------------- | ----------------------------------------- | ------------ | ------------------- |
| SWD Eagles | BD       | 21 - 27   | BO       | Eastern Province Elephants | Outeniqua Park, George                    | 10 de agosto | Entre 14:30 y 15:30 |
| Falcons    | BO       | 19 - 122  | BO       | Jaguares XV                | Bosman Stadium, Brakpan                   | 10 de agosto | Entre 14:30 y 15:30 |
| Leopards   | BO       | 33 - 24   | BO       | Boland Cavaliers           | Fanie du Toit Sport Ground, Potchefstroom | 10 de agosto | Entre 14:30 y 15:30 |
| Griffons   | BO       | 45 - 15   |          | Border Bulldogs            | HT Pelatona Projects Stadium, Welkom      | 10 de agosto | Entre 14:30 y 15:30 |

| Semana 7                   | Semana 7 | Semana 7  | Semana 7 | Semana 7   | Semana 7                          | Semana 7     | Semana 7            |
| Local                      | PB       | Resultado | PB       | Visitante  | Estadio                           | Fecha        | Hora                |
| -------------------------- | -------- | --------- | -------- | ---------- | --------------------------------- | ------------ | ------------------- |
| Boland Cavaliers           | BO       | 20 - 20   | BO       | Griffons   | Boland Stadium, Wellington        | 17 de agosto | Entre 14:30 y 15:30 |
| Jaguares XV                | BO       | 42 - 10   |          | Leopards   |                                   | 17 de agosto | Entre 14:30 y 15:30 |
| Eastern Province Elephants | BO       | 22 - 14   |          | Falcons    |                                   | 17 de agosto | Entre 14:30 y 15:30 |
| Border Bulldogs            | BO       | 31 - 26   | BO&D     | SWD Eagles | Buffalo City Stadium, East London | 17 de agosto | Entre 14:30 y 15:30 |

## Segunda Fase (Play-offs)

### Cuadro
|  | Semifinales      | Semifinales  |          |             | Final        | Final        |  |
|  | 24 de agosto     | 24 de agosto |          |             | 31 de agosto | 31 de agosto |  |
|  |                  |              |          |             |              |              |  |
|  |                  |              |          |             |              |              |  |
|  | Jaguares XV      | 37           |          |             |              |              |  |
|  | Jaguares XV      | 37           |          |             |              |              |  |
|  | Falcons          | 29           |          |             |              |              |  |
|  | Falcons          | 29           |          | Jaguares XV | 27           |              |  |
|  |                  |              |          | Jaguares XV | 27           |              |  |
|  |                  |              | Griffons | 13          |              |              |  |
|  | Griffons         | 62           | Griffons | 13          |              |              |  |
|  | Griffons         | 62           |          |             |              |              |  |
|  | Eastern Province | 31           |          |             |              |              |  |
|  | Eastern Province | 31           |          |             |              |              |  |
|  |                  |              |          |             |              |              |  |

### Semifinal
| La hora está expresada uniformemente según la hora local en Sudáfrica UTC+2. Para poder establecer el horario en cada lugar se debe recurrir al huso horario en que esté ubicado, sumándole o restándole según corresponda. |

| 24 de agosto | Jaguares XV | 37 - 29 | Falcons | Fanie Du Toit Sports Ground, Potchefstroom |  |
| 15:00        |             | Reporte |         |                                            |  |

| 24 de agosto | Griffons | 62 - 31 | Eastern Province | HT Pelatona Projects Stadium, Welkom |  |
| 15:00        |          | Reporte |                  |                                      |  |

### Final
| La hora está expresada uniformemente según la hora local en Sudáfrica UTC+2. Para poder establecer el horario en cada lugar se debe recurrir al huso horario en que esté ubicado, sumándole o restándole según corresponda. |

| 31 de agosto | Jaguares XV | 27 - 13 | Griffons |  |  |
|              |             | Reporte |          |  |  |